# Mercedes-Benz O 405
Mercedes-Benz O 405 je městský autobus vyráběný společností Mercedes-Benz v letech 1985–2002 v několika verzích. Zatímco v Německu a některých dalších evropských zemích jsou tyto autobusy velmi rozšířené, v Česku byly do provozu zařazovány pouze dovezené ojeté vozy z Německa. Provozovali je například čeští dopravci ZDAR a ICOM transport.

## Varianty

### Verze se standardní výškou podlahy O 405

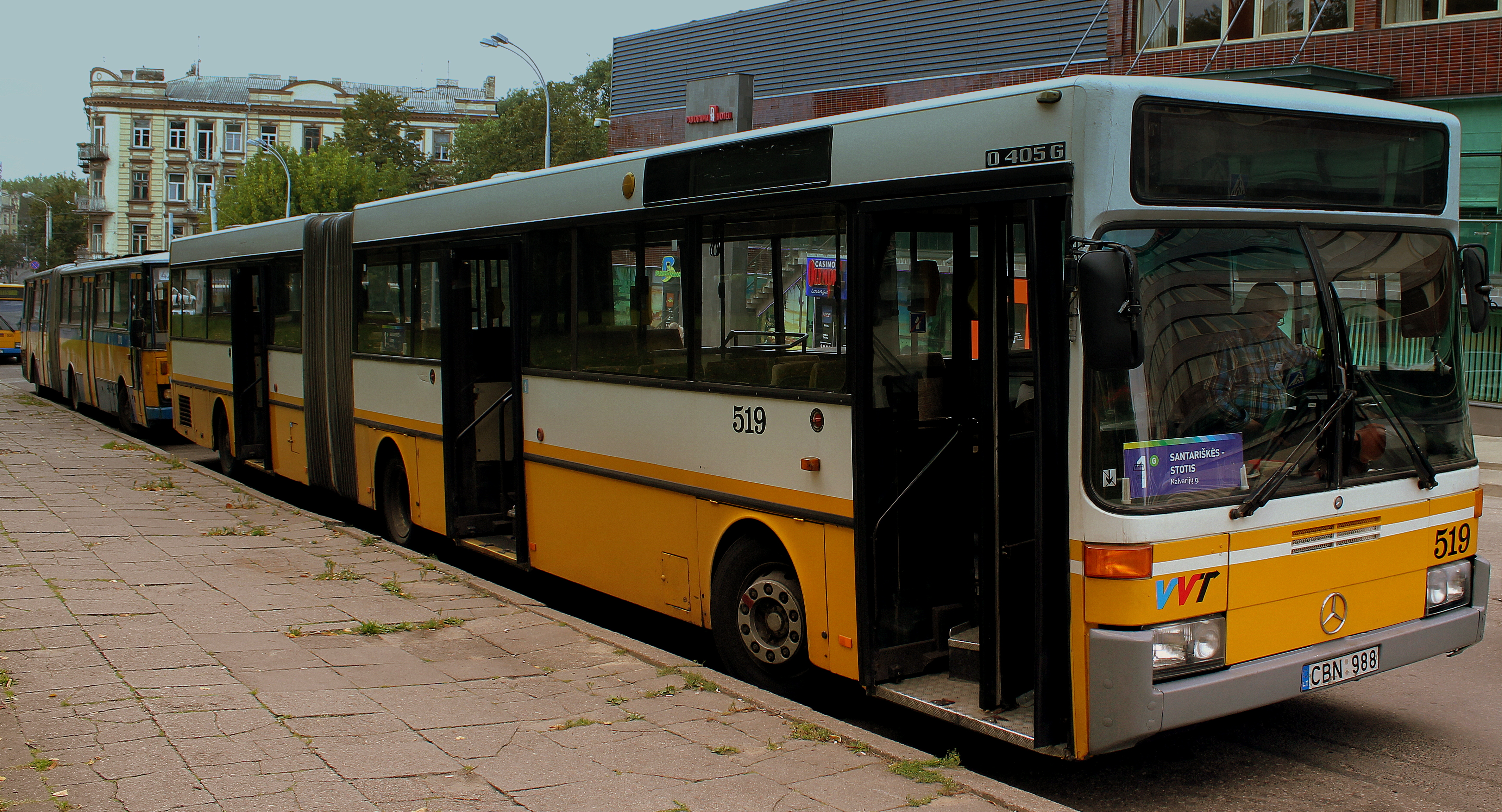
Mercedes-Benz O 405G ve Vilniusu

Základní verzí byl standardní dvounápravový autobus O 405, vyráběna byla také třínápravová kloubová verze O 405G a trolejbus O 405T.
První generace O 405 byla představena v září 1983 a vyráběna byla od poloviny 80. let 20. století do začátku 90. let 20. století. Byla vybavena atmosférickým motorem Mercedes Benz OM447h o výkonu 157 kW nebo 184 kW. Volitelně byl k dispozici atmosférický motor na stlačený zemní plyn (CNG) M447hG o výkonu 150 kW. Převodovka byla obvykle Mercedes-Benz W3E110 / 2.2R nebo Mercedes-Benz W4E112 / 2.2R (první byla schopna zvládnout výkonnější motor 184 kW), ačkoli byly používány i jiné převodovky, například ZF 5HP 500 nebo Allison B300R.
Druhá generace byla vyráběna v 90. letech 20. století, pro některé části světa i počátkem 21. století. Disponovala přeplňovaným motorem Mercedes-Benz OM447hA o výkonu 184 kW, ale některé vozy byly vybaveny atmosférickým motorem OM447h-II, přeplňovaným motorem OM447hA nebo přeplňovaným motorem OM447hLA s mezichladičem. Převodovka byla buď ZF 4HP 500, ZF 5HP 500 nebo Voith D864.3.
Od roku 1994 byl k dispozici i podvozek s atmosférickým motorem M447hG Euro II o výkonu 175 kW na stlačený zemní plyn.

### Nízkopodlažní verze O 405N

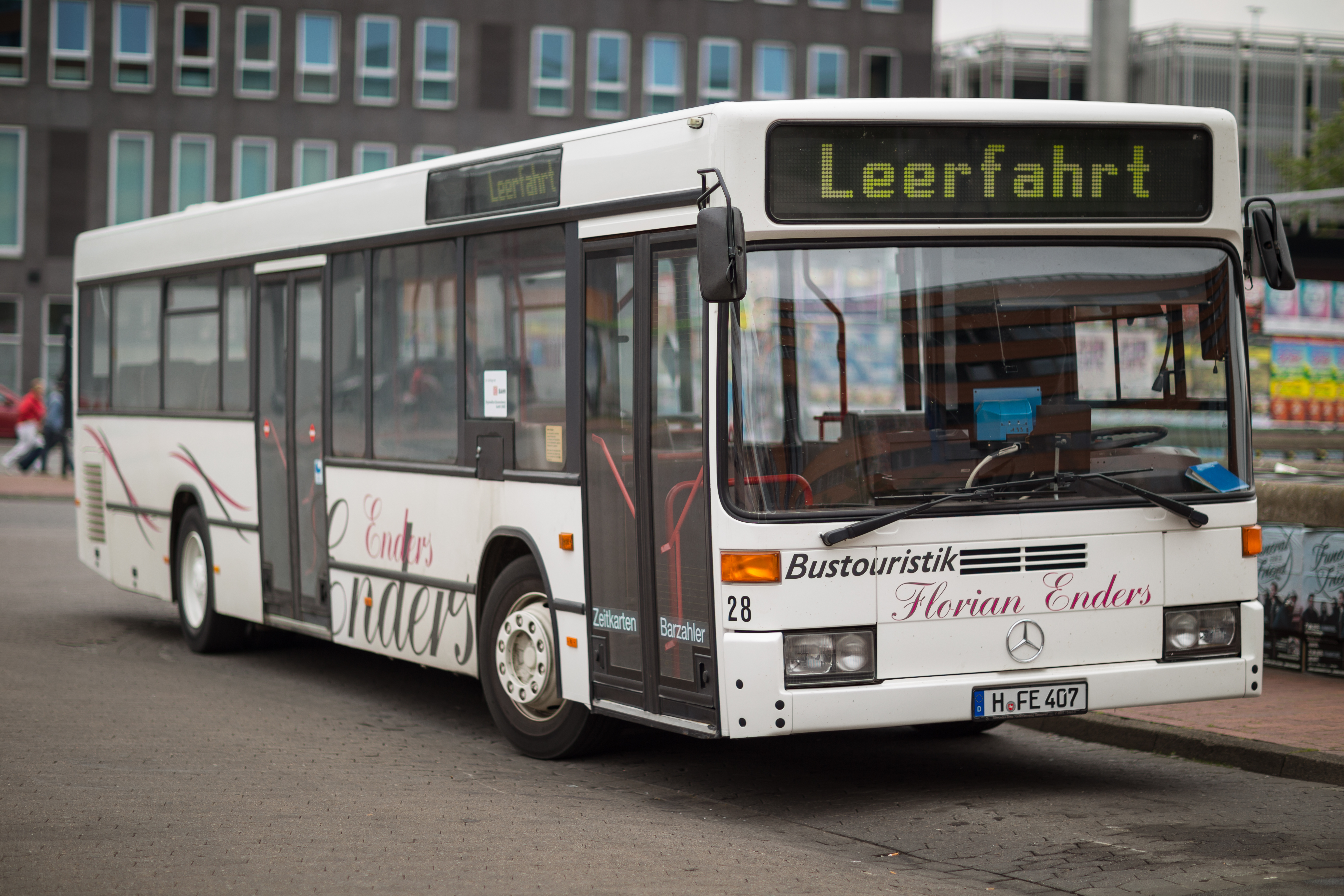
Mercedes-Benz O 405N v Hannoveru

Nízkopodlažní verze O 405N byla uvedena na trh v září 1989, později byla vyráběna vylepšená verze O 405N² (respektive O 405N2). Třínápravová kloubová varianta měla označení O 405GN a O 405GN² (O405GN2). Modely O 405(G)N nemají sice ve dveřích schody, ale sedadla se nachází na vyvýšených podestách. Vylepšená verze O 405(G)² již měla sedadla umístěná na podlaze. Nízkopodlažní verze byla obvykle vybavena převodovkami ZF, ale některé vozy měly převodovku Voith.

### Low entry verze O 405NH

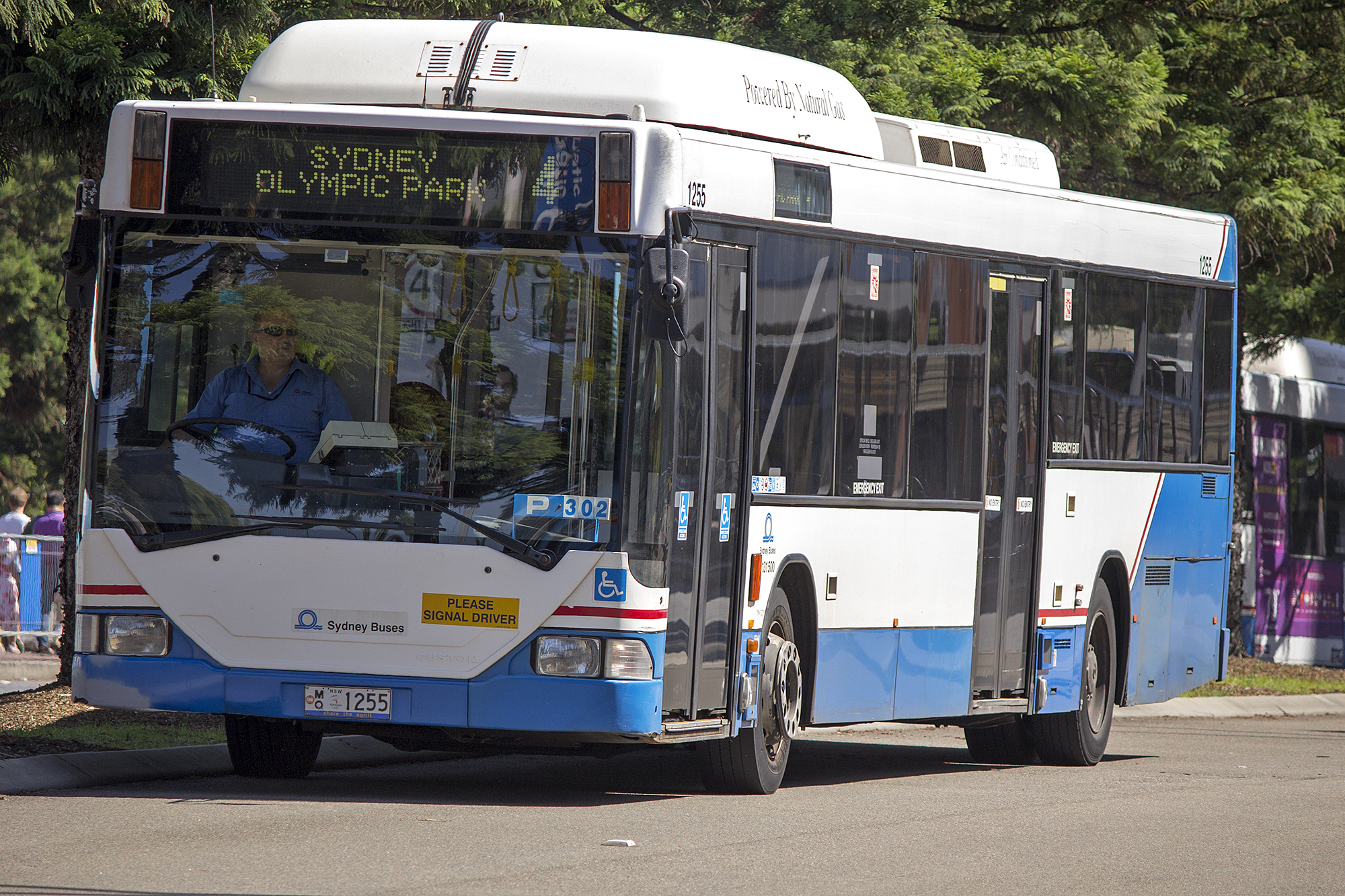
Mercedes-Benz O 405NH (s karoserií Citaro) v Sydney

Low entry verzi O 405NH vyráběla společnost EvoBus pro australský trh. V provozu tyto vozy nahradily druhou generaci autobusů O 405.
Podvozek byl odvozen z kombinace zadních modulů podvozku O 405 2. generace a předních modulů podvozku O 405N²/O 405GN². Přední část ke středním dveřím je nízkopodlažní, do zadní části s výškou podlahy jako u O 405 vede jeden nebo více schodů. Vzhledem k tomu, že podvozek má horizontálně uložený motor, není zde místo pro zadní dveře.

### Příměstská verze O 407

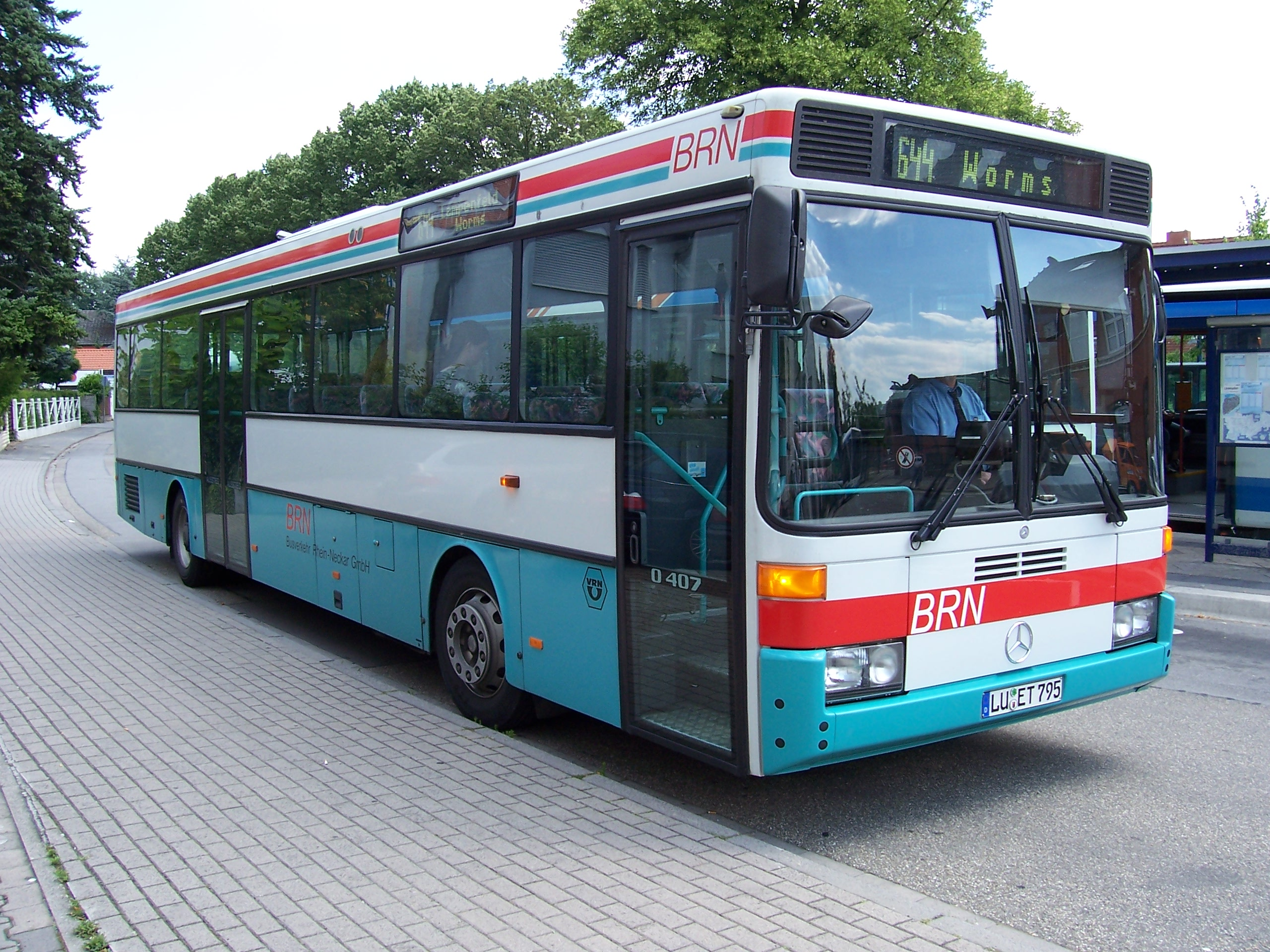
Mercedes-Benz O 407 ve Viernheimu

Příměstská verze O 407 měla jedny dveře vpředu a jedny uprostřed, a všechna sedadla po směru jízdy. Třínápravová kloubová verze nesla označení O 407G, případně O 405GÜ. Vozy O 407 měly atmosférický motor OM447h o výkonu 177 kW a 6stupňovou manuální převodovku Mercedes-Benz.

## Historické vozy
| Původní provoz | Evidenční číslo | Současný majitel             | Typ     | Rok výroby | Historický od roku | Poznámky                | Zdroj |
| -------------- | --------------- | ---------------------------- | ------- | ---------- | ------------------ | ----------------------- | ----- |
| Stuttgart      |                 | Podkarpatský dopravný spolok | O 405 G | 1995       | 2019               | slovenská SPZ: BT-134BB | [ 1 ] |